# Čampasak
Čampasak (lao:  ຈຳປາສັກ) je ime naselja u istoimenoj provinciji (županiji) u jugozapadnom Laosu, te graniči s Tajlandom na zapadu i Kambodžom na jugu.
Kraljevstvo Čampasak (1713. – 1946.) je bilo jedno od tri malena kraljevstva koja su nastala raspadom Lan Sanga. Iako je bilo uspješno početkom 18. stoljeća, kasnije je svedeno na vazalnu državu Tajlanda. Za Francuske uprave kraljevstvo je postalo upravnom jedinicom i njegovi kraljevi su izgubili mnoge svoje priviliegije. Kad se Laos osamostalio 1946. godine, ukinuto je i Kraljevstvo Čampasak.
Posljednji kralj Čampasaka, Ratsadanay (v. 1904. – 45.) je imao palaču u Pakseu, koji je danas glavni grad Porvincije Čampasak, dok je grad Čampasak sveden na naselje koje se većinom sastoji od ladanjskih kuća uz riječnu obalu Mekonga, dok se njegovo malobrojno stanovništvo bavi posluživanjem turista koji dolaze posjetiti obližnji hramski kompleks Vat Fou koji je UNESCO-ova svjetska baština, udaljen samo 10 km u podnožju planine Fu Kao.
6 km od Vat Foua se nalaze ostaci i planiranog pred-kmerskog drevnog grada (površine 4 ha) na obalama Mekonga. Čini se da je on napušten i zamijenjen kao urbano središte drugim planiranim gradom odmah južno od Vat Foua u Angkorskom razdoblju. od njega je vodila cesta prema jugu, pokraj kamenoloma i drugih drevnih industrijskih objekata. Mnoge od tih značajki stoje u pažljivo planiranom krajoliku koji je pažljivo oblikovan kako bi odražavao vjerske odlike hinduizma i budizma.
Znamenitost provincije Čampasak, osim navedenog hramskog kompleksa Vat Fou, je i slap Khone Fafeng (visok 21 m, s nekoliko kasakada u duljini od 9,7 km) koji je najveći razlog zašto rijeka Mekong nije plovna sve do Kine. Donji dio slapa je ispresjecan mnogim rukavcima i stijenama, te ga zovu Si Fan Don ("4,000 otoka").
- Donji dio kompleksa Vat Fou
- Pročelje svetišta u Vat Fou
- Slap Khone Fafeng
- Čampasak s Mekonga
- Litice Fu Kaoa

## Vanjske poveznice
- Vat Fu - povijest, vijesti i ostalo  Arhivirana inačica izvorne stranice od 16. rujna 2017. (Wayback Machine) (engl.)
- Vat Fu projekt  Arhivirana inačica izvorne stranice od 9. prosinca 2010. (Wayback Machine) na stranicama Global Heritage Fund (engl.)

|  | Zajednički poslužitelj ima još gradiva o temi Čampasak |